# Dominium maris baltici
Създаването на на латински: dominium maris baltici („ господство над Балтийско море “) е една от основните политически цели на датското и шведското кралство през късното средновековие и началото на модерната епоха.  По време на Северните войни датският и шведският флот играят второстепенна роля, тъй като господството е оспорвано чрез контрол върху ключови брегове чрез сухопътна война.

## Етимология
Терминът, който обикновено се използва в историографията, вероятно е въведен през 1563 г. от краля и великия херцог на полско-литовската уния Сигизмунд II Август, отнасяйки се до хегемонистичните амбиции на неговите противници в Ливонската война. Първата писмена справка произтича от холандско-шведския договор от 5 (стар стил) / 15 (нов стил) април 1614 г., сключен в Хага .  Treaty of The Hague, 5 (15) April 1614, article VIII of the Dutch version: "[...] sijne Koninghlijcke Majesteyt ende de Croon Sweeden, in haere Hoogheydt, Regalien, Rechten, Dominio Maris Baltici [...]" ("the sovereignty, regalia, rights, dominium maris baltici [...] of His Royal Majesty and the Swedish Crown", i.e. Gustavus Adolphus of Sweden). printed in DuMont: Recueil des traitez d'alliance tome V, 1728, p. 248.</ref>

## Войни за Балтийско море
Няколко европейски сили са смятали Балтийско море за жизненоважно. То е източник на важни стоки и нарастващ пазар за много стоки. Значението на региона стана толкова голямо, че той стана интересен дори за сили, които са нямали пряк достъп до него, като Австрия и Франция. В продължение на няколко века Швеция и Дания ще се опитат да постигнат пълен контрол над морето - политика, на която други местни и международни сили се противопоставяли. . Историците определят контрола над Балтийско море като една от основните цели на политиката на Дания и Швеция.    

## Последици
Неуспехът на скандинавските сили да поемат контрола над Балтийско море и категоричният отказ на други сили – местни и международни – да признаят техните претенции, се разглежда като един от факторите, довели до развитието на принципа „ свобода на моретата “. в международното право . 